# アユタヤ日本人町

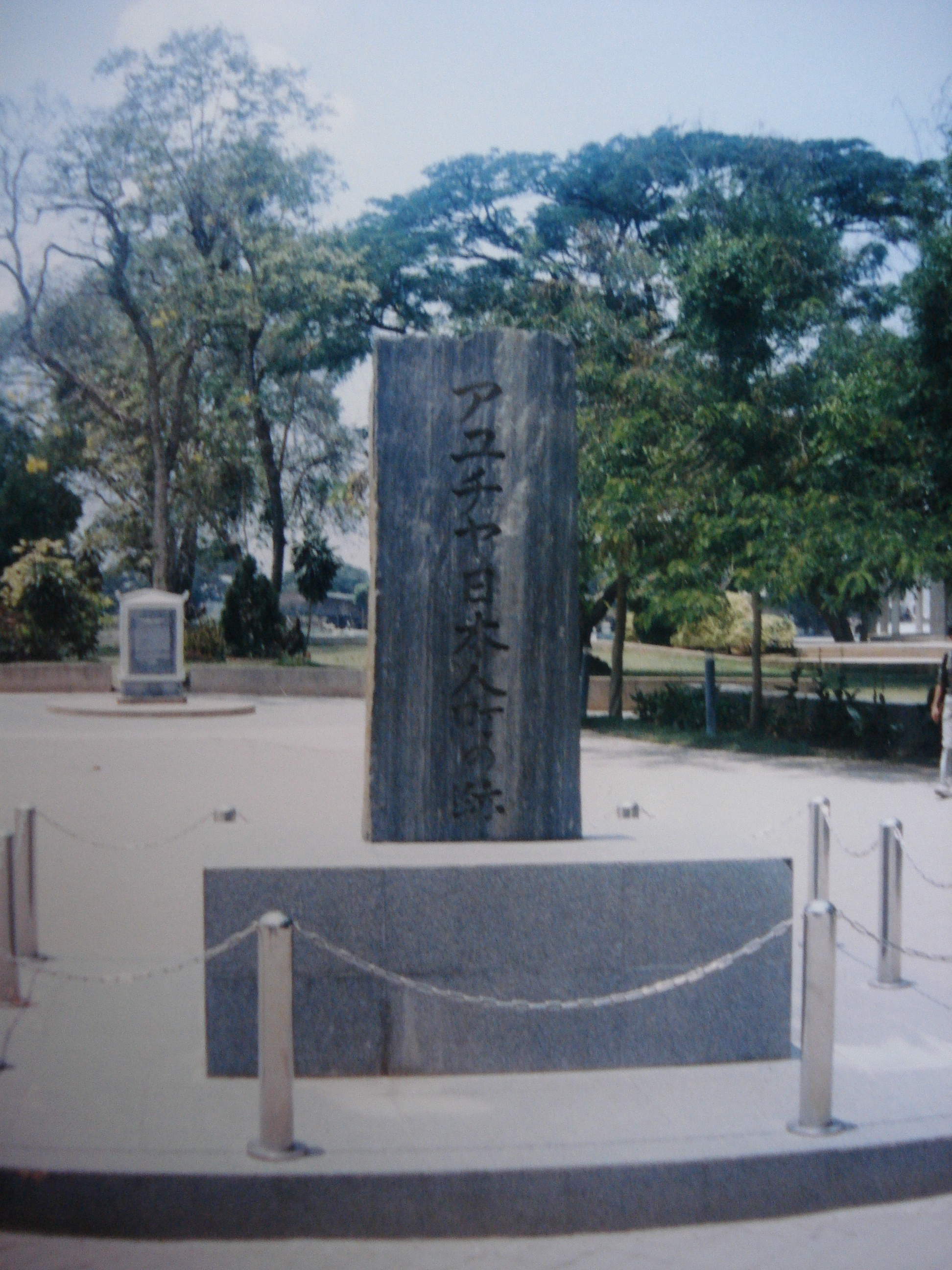
アユタヤ日本人町の跡の碑

アユタヤ日本人町（アユタヤにほんじんまち）は、17世紀後半から18世紀頃までアユタヤにあった日本人町。17世紀後半から18世紀初頭までアユタヤ王朝下、軍事力と貿易による利潤を背景に政治的に力を持つようになった。当時のアユタヤ中心地をチャオプラヤー川沿いに南に下った東岸にあり、西岸のポルトガル人街とは相対の位置にあった。南北約570メートル、230メートルの敷地に最盛期で1000～1500人の日本人（タイ族などの奴隷として労働した者を除く）が住んでいたと考えられている。なお『暹羅国風土軍記』の資料では寛永期ごろのアユタヤ日本人町の人口を8000人と見積もっている。アユタヤ日本人町の住民は、傭兵、貿易商、キリシタン、あるいは彼らの配偶者やタイ族と中国人である奴隷などで構成されていた。

## 歴史

### 軍事的発展

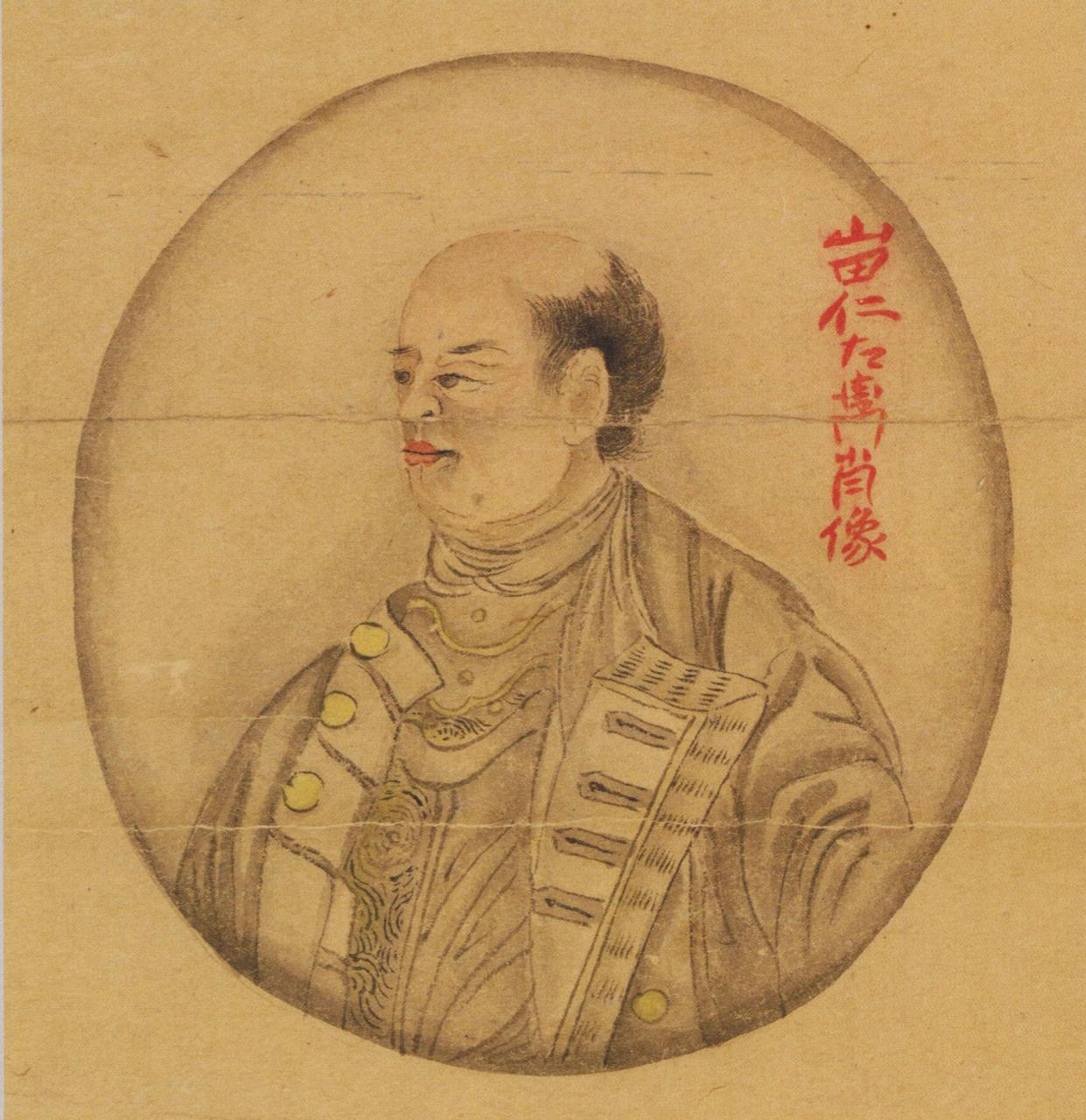
武略に長けており、ソンタム国王からの信任が篤かった山田長政の肖像画

日本の戦国時代には主君を失った浪人が流れてくるようになり、急激な膨張がみられるようになった。この傾向が特に強くなるのが関ヶ原の戦い、大坂の陣などの後である。当時ビルマ（現・ミャンマー）・タウングー王朝からの軍事的圧力に悩まされていたアユタヤは、このような実戦経験豊富な日本人兵を傭兵として雇い入れることでこれを阻止しようとしたねらいがあり、これが浪人のアユタヤ流入を生んだ。また、アユタヤ君主・ソンタムの治世に、ポルトガル人鉄砲隊がアユタヤによって雇い入れられていたが、タウングー王朝側もポルトガル人傭兵隊を雇い入れていたために、同士討ちを恐れたポルトガル人傭兵隊が発砲せず全く使い物にならなかったということがあり、アユタヤがポルトガル人以外の軍事力を必要としていたことも、浪人のアユタヤ流入に拍車をかけた。
この日本人傭兵隊の勢力は200あるいは800人とも言われる勢力に膨張し、政治的にも大きな力を持つようになった。このアユタヤでは基本法典である『三印法典』(en)に日本人傭兵隊の政治的位置が明確に示されるようになった。『三印法典』では、日本人傭兵隊はクロム・アーサーイープン（日本人義勇兵局）と名付けられ、その最高責任者にはバンダーサック（官位制度）の第三位であるオークヤー（あるいはプラヤー）・セーナーピムック（ ออกญาเสนาภิมุข）という官位・欽賜名を授けられた。これは山田長政にも下賜された名前である。

### 商業的発展
このような軍事的背景とは別に日本は朱印船貿易により、貿易面においてもアユタヤ日本人町は多くの発展を遂げた。まずアユタヤ君主・エーカートッサロットの時代には日本人町に比較的規模の大きい港が建設されている。その後、前述のようにアユタヤはタウングー王朝に対する防衛力を高めるため多くの武器を必要としていたので、刃物の生産で有名な堺からは多くの刀が輸出された。これらは、タイ風の刀や槍の先端に使われるなどして改造され流用された。17世紀初頭におけるアユタヤの武器の多くはむしろ国内生産の刀よりも日本製のものが多かったとも言われる。これらの刀の一部は現在でもバンコクの王宮武器博物館などで見ることが出来る。一方、日本はその豊富な銀を背景にアユタヤから陶器、皮革製品（主にシカ、サメなど）、キンマ塗りなどを買った。特に皮革製品のタイから日本への輸入量はずば抜けており、江戸初期のアユタヤから日本への皮革製品の数は20万枚以上にも昇った。
一方でこのような商業的発展は他国の商人を脅かすようになった。1620年代の日本人による貿易量は他の国からやって来た貿易商の合計よりもずば抜けて多かったともいわれる。この動きをもっとも懸念したのは華僑商人であった。また、他の国の貿易商も日本人によって自分のなわばりにこれ以上踏み込まれることを恐れて日本人の動きを華僑と同様に警戒した。

### キリシタン
また、宗教に対する規制の非常に薄かったアユタヤには他にも幕府の禁教によって逃れてきたキリシタンらが多数いたと考えられている。また、マカオのポルトガル当局が、南蛮貿易の継続の観点から宣教師に日本渡航の自粛を呼び掛けた結果として、多くの宣教師がアユタヤを拠点に布教するようになり、朱印船を利用して日本に密航することもあった。1627年にタイを訪れた神父は400人に秘跡を授けたと記録している。

### 衰退
1629年、アユタヤ君主プラーサートトーンは王位に就くと、日本人勢力を牽制するために貿易を王室のみに許可する専制貿易を行った。ついでに、オークヤー・セーナーピムックであり、プラーサートトーンの即位に反対した山田長政を他の官吏の反発が強くなったのを見てナコーンシータンマラートへ飛ばした。1630年に長政は暗殺され、日本人町は「謀反の動きあり」としてシャイフ・アフマド・クーミーらによって焼き払われ住民は虐殺された。
この事件以降、日本人勢力はアユタヤ王朝における軍事的・政治的な力を完全に失った。加えて、1635年の江戸幕府は、禁教と国際紛争の回避を目的として、東南アジア方面との貿易を管轄していた長崎奉行に対して、奉行の職務を規定した下知状（鎖国令）を発布し、日本人の東南アジア方面への渡航と、この地域に永住する日本人の帰国を禁じた。その結果として、日本人の新規の渡航は途絶えてしまい、日本町の日本人勢力の衰退を手伝った。しかしその後、1632年には焼き討ちにより海外に逃れていた日本人400人程度が再び集まり、日本人町が再興された。軍事的・政治的な地位を失ったものの日本人は以前の貿易により培われた集積力を生かし、仲買商として働いたり、タイ南部で盛んに産出されたスズの取引などを行うようになった。その後、18世紀初頭まで日本人町は存続したと考えられているが、徐々にタイ族に同化し、自然消滅したと言われている。

### 現在
日本人が作った建造物など以前の名残は全く残ってはいないが、記念公園となっており、日本人町の跡の碑などが建っている。日本の旅行会社が、この公園をパッケージツアーのコースに採用するため日本人の案内人も常駐している。資料館にはわずかながら江戸時代に日本から送られた親書などが展示されている。

## 位置
- 北緯14度20分01秒 東経100度34分41秒 / 北緯14.33371度 東経100.57799度座標: 北緯14度20分01秒 東経100度34分41秒 / 北緯14.33371度 東経100.57799度

タイ国鉄アユタヤ駅を南に約2km、チャオプラヤー川沿いにある。2010年の映画『ヤマダ アユタヤの侍』の影響もあり、地元民にはタイ語で「日本村はどこ？」というよりも、「ヤマダはどこ？」と言ったほうが通じる。